# 筑紫野市立二日市北小学校
筑紫野市立二日市北小学校（ちくしのしりつふつかいちきたしょうがっこう）は、福岡県筑紫野市にある公立小学校。1975年に開校した。

## 所在地
- 福岡県筑紫野市二日市北8-2-1

## 沿革
- 1975年（昭和50年） - 二日市小学校・二日市東小学校より分離独立。

## 交通手段
- 西鉄天神大牟田線　紫駅
- 西鉄バス二日市　松ヶ浦停留所